# Carlos Quijano
Carlos Quijano (Montevideo, 21 de marzo de 1900 - México, 10 de junio de 1984) fue un abogado, político, ensayista y periodista uruguayo de izquierda, fundador y director del semanario Marcha. Su ideología política incluía una mirada antiimperialista, socialista y latinoamericanista.

## Biografía
En 1917, fue fundador con otros jóvenes reformistas de su generación del Centro de Estudios Ariel, militante en las luchas universitarias que se habían iniciado en la Universidad Nacional de Córdoba y que sacudían también al Uruguay. Profesor de Literatura en Enseñanza Secundaria entre 1918 y 1923. A los 23 años recibe el título de abogado con la medalla de oro de la Facultad de derecho de la Universidad de la República y entonces parte a Francia para estudiar Economía y Ciencias Políticas en la Sorbona.
Durante los cuatro años que permanece en París, al mismo tiempo que envía notas para el diario El País, participa con entusiasmo en la AGELA (Asociación General de Estudiantes Latinoamericanos) y publica el libro Nicaragua, un ensayo sobre el imperialismo de los Estados Unidos. Fueron tiempos de afiebrada actividad (política, estudiantil, periodística), de reafirmación de convicciones en muchos aspectos, de revisión y apertura en otros. En la AGELA se encontró con los compañeros de generación provenientes de toda América Latina: el peruano Víctor Raúl Haya de la Torre, el cubano Julio Antonio Mella, el mexicano Carlos Pellicer, el guatemalteco Miguel Ángel Asturias, el salvadoreño Toño Salazar y el nicaragüense León de Bayle.
A su regreso al Uruguay, funda la Agrupación Nacionalista Demócrata Nacional, ocupa una banca de diputado en 1929-1932. Fue una de las figuras del Nacionalismo Independiente más reacias a la reunificación con el viejo tronco blanco; entre los miembros de su agrupación se contaba un joven Wilson Ferreira Aldunate. Posteriormente sus opiniones políticas lo apartarían del Partido Nacional, convirtiéndose en un precursor e impulsor del Frente Amplio.
En agosto de 1930 funda el diario Nacional que sale hasta noviembre de 1931. Desde las páginas editoriales, Carlos Quijano comienza a analizar sistemáticamente desde el punto de vista económico el fenómeno del imperialismo. Sus páginas contaron con la colaboración de importantes profesionales: Eugenio Petit Muñoz, Francisco Espínola, Josefina Lerena Acevedo de Blixen, Juan José Morosoli, el dibujante Julio Suárez, el poeta Roberto Ibáñez, Elizabeth Durand, entre otros.
El 23 de junio de 1939 funda el semanario Marcha, que dirige hasta que es clausurado el 22 de noviembre de 1974 por parte de la dictadura cívico-militar que regía al país.
Forzado al exilio en noviembre de 1975, Quijano desarrolló en México una importante labor académica y periodística creando, en 1979, los Cuadernos de Marcha. Esta publicación fue continuada por su hijo, José Manuel Quijano.